# Titularbistum Sfasferia
Sfasferia ist ein Titularbistum der römisch-katholischen Kirche.
Es geht zurück auf ein früheres Bistum in der römischen Provinz Mauretania Caesariensis im heutigen nördlichen Algerien.
| Titularbischöfe von Sfasferia |                               |                                                                        |                  |                 |
| Nr.                           | Name                          | Amt                                                                    | von              | bis             |
| 1                             | Antonio Silvio Zocchetta OFM  | Weihbischof in Mogadischu Apostolischer Vikar von Mogadischu (Somalia) | 16. Februar 1968 | 22. Januar 1973 |
| 2                             | Jean-Baptiste Outhay Thepmany | Apostolischer Vikar von Savannakhet (Laos)                             | 10. Juli 1975    | 19. März 1998   |
| 3                             | Michael Gorō Matsuura         | Weihbischof in Osaka (Japan)                                           | 19. April 1999   | 29. März 2015   |
| 4                             | Simon Poh Hoon Seng           | Weihbischof in Kuching (Malaysia)                                      | 9. Juli 2015     | 4. März 2017    |
| 5                             | Job Koo Yobi                  | Weihbischof in Seoul (Südkorea)                                        | 28. Juni 2017    |                 |